# Subotička prevoditeljska škola
Subotička prevoditeljska škola nastala je uz prevoditeljske aktivnosti vezane uz časopis Rukovet.

## Povijest
Ubrzo nakon pokretanja subotičkog časopisa za književnost, umjetnost i društvena pitanja Rukovet (1955.), započinje i sustavna skrb za prevođenje književnih i drugih uradaka s mađarskog na hrvatski i srpski jezik. Poticatelj ovoga pothvata bio je Lazar Merković (1926.), glavni i odgovorni urednik časopisa, koji je za ovu nakanu imao punu podršku i pomoć Uredništva, ali i šireg kruga suradnika časopisa. Od osnutka časopisa prijevodi dobivaju stalno mjesto na njegovim stranicama, a uz L. Merkovića, svoje prijevode s mađarskog (i drugih jezika), objavljuju Sava Babić, Ivan Pančić, Matija Molcer, Gašpar Ulmer, Petar Vukov, Marija Šimoković, Mirko Gotesman i dr.